# George Carnegie
George Carnegie, född 18 november 1726, död 12 april 1799 på Charleton vid Montrose, Skottland, var en svensk köpman, född i Skottland. 
Georg Carnegie var son till Sir John Carnegie och Mary Burnett och tillhörde en skotsk adlig ätt med starka Stuartsympatier. Därför slöt han sig vid upproret 1745 till prins Karl Edvards parti. Efter slaget vid Culloden (1746), i vilket han deltog som kapten i prinsens livvakt, flydde han till högländerna, där han, förföljd såsom fågelfri, genomgick en mängd faror och äventyr. 
Slutligen lyckades han förklädd komma till London, varifrån han begav sig till Göteborg, dit han ankom 1746. Där upprättade han en handelsaffär, på vilken han under en tjugoårig verksamhet förtjänade en liten förmögenhet. Med denna återvände han 1766 till Skottland och bosatte sig på fädernesegendomen Pitarrow vid Montrose. Han gifte sig där med Susan Scott.
Detta skedde, sedan han överlämnat affären i Göteborg åt skotten Thomas Erskine, vilken i sin tur överlämnade den åt Carnegies son David Carnegie. Denne tog sin kamrat Jan Lamberg till bolagsman och kallade firman D Carnegie & Co..